# HPZipm12
HPZipm12.exe本應是惠普的PSC 2100、2200、4100及6100系列打印機的驅動程式。然而，若這個檔案在Windows的系統目錄裡出現的話，卻很可能是木馬程式。